# Deutscher Betriebswirte-Verlag
Der Deutsche Betriebswirte-Verlag ist ein deutscher Wirtschaftsverlag. Er publiziert Lehrbücher sowie Fachbücher in den Bereichen Wirtschaft, insbesondere Management, Controlling und Einkauf sowie zu den Grundlagen der Betriebswirtschaftslehre und Volkswirtschaftslehre. Zu den Verlagsprodukten gehört auch die Herausgabe der Fachzeitschrift Der Betriebswirt. Der Verlag ist Mitglied im Börsenverein des Deutschen Buchhandels.

## Geschichte
Der Verlag wurde 1926 im Osten Berlins gegründet. Eine Neugründung erfolgte 1956 in West-Berlin. Seit 1968 war er in Gernsbach angesiedelt und blieb auch nach dem Tod des Verlegers Casimir Katz 2008 zunächst ein selbständiger Fachverlag in Rechtsform einer GmbH. Zum Verlagsprogramm zählen neben diversen Fachbüchern aus dem Bereich Betriebswirtschaftslehre auch die 1961 gegründete Wissenschaftszeitschrift ''Der Betriebswirt'' (Untertitel Management in Wissenschaft und Praxis), die quartalsweise veröffentlicht wird.
2019 wurde er von dem Berliner Verlag Duncker & Humblot übernommen.